# Galeamopus
Galeamopus – wymarły rodzaj dinozaura, zauropoda z rodziny diplodoków.
Skamieniałości tego rodzaju znajdywano w stanach Colorado i Wyoming, pochodzące z dolnej i środkowej formacji Morrison datowanej na kimeryd. Zostały one początkowo opisane przez Hollanda w 1924 jako kolejny gatunek diplodoka, pod nazwą Diplodocus hayi. Badacz spekulował wtedy, że właściwie odmienności między nowym gatunkiem a diplodokiem uzasadniałyby umieszczenie go w przyszłości w odrębnym rodzaju. Pozostał jednak przy spekulacjach. Sytuacja ta zmieniła się w 2015, kiedy Emanuel Tschopp, Octávio Mateus i Roger B J Benson opublikowali swą analizę filogenetyczną wraz z przeglądem Diplodocidae. Badacze zdecydowali się przenieść gatunek D. hayi do osobnego rodzaju, wyróżnienie którego wsparli listą siedmiu autapomorfii. Wymienili wśród nich zakrzywiony w dalszym końcu wyrostek paroccipital process, niespotykany u żadnego innego przedstawiciela Diplodocinae. Prawie trójkątne ostrogi odchodzące w bok na łukach dźwigacza wyróżniały go spośród Diplodocidae, podobnie jak ułożenie pewnych blaszek kręgów szyjnych. Dobrze rozwinięte wyrostki przednio-przyśrodkowe neurapofyz dźwigacza wyróżniały go spośród Diplodocoidea, a budowa ich tylnego skrzydła nie przypominała żadnej innej, podobnie jak guzowatość na jednej z blaszek obrotnika. Natomiast zęby o parzystych fasetkach nie występowały u żadnego innego Flagellicaudata. Nowo wprowadzonemu rodzajowi nadali Tschopp i współpracownicy nazwę Galeamopus. Składa się ona z dwóch członów. Pierwszy z nich, Galeam, oznacza hełm. Drugi natomiast, opus, tłumaczą autorzy jako potrzebę bądź konieczność. W efekcie nazwę rodzajową rozumieją jako potrzebujący hełmu. Nazwa ta w niewielkim stopniu odnosi się do cech dinozaura, chociaż rzeczywiście z holotypowego szkieletu znana jest jedynie podatna na zniszczenie mózgoczaszka. Jej autorzy chcieli raczej uczcić osoby zasłużone w historii badań nad rodzajem. Otóż, jak podają Tschopp i inni, pragnący hełmu, ochrony, stanowi znaczenie germańskiego imienia Wilhelm. Od germańskiego Wilhelma pochodzi natomiast angielskie imię William. Imię to nosili William H. Utterback, który w 1902 odkrył nowe znalezisko, i William J. Holland, który 4 lata później opisał je jako D. hayi. Rodzaj obejmował początkowo pojedynczy gatunek G. hayi. Jako miejsce typowe podali Tschopp i inni Colorado i Wyoming, w przypadku gatunku uściślając na Kamieniołom A, Red Fork rzeki Powder, hrabstwo Johnson, Wyoming. Jednak w 2017 Emanuel Tschopp i Octávio Mateus umieścili w nim kolejny gatunek, nazwany przez siebie Galeamopus pabsti.